# Pseudoglaea
Pseudoglaea là một chi bướm đêm thuộc họ Noctuidae, hiện tại nó được coi là đồng nghĩa của Mesogona

## Các loài trước đây thuộc chi
- Pseudoglaea olivata hiện được gọi là Mesogona olivata (Harvey, 1874)